# Culicoides horticola
Culicoides horticola är en tvåvingeart som beskrevs av Lutz 1913. Culicoides horticola ingår i släktet Culicoides och familjen svidknott. Inga underarter finns listade i Catalogue of Life.